# Skelby (Næstved Kommune)
 Denne artikel omhandler byen Skelby (Næstved Kommune). Der er også andre byer med dette navn, se Skelby.
Skelby er en landsby på Sydsjælland med 277 indbyggere  (2024). Skelby er beliggende i Skelby Sogn fem kilometer vest for Herlufmagle og 12 kilometer nord for Næstved. Byen tilhører Næstved Kommune og er beliggende i Region Sjælland.
Skelby Kirke ligger i byen.
Suså løber umiddelbart vest om byen og på den anden side af åen, 500 m vest for landsbyen findes hovedgården Gunderslevholm.